# 遠まわりの雨
『山田太一ドラマスペシャル〜遠まわりの雨』（やまだたいちドラマスペシャル とおまわりのあめ）は、2010年3月27日の21:00-23:18、日本テレビ系列にて放映された、単発スペシャルのテレビドラマ。

## あらすじ
外国企業からの大仕事が舞い込んだ蒲田の工場にて、経営者が脳卒中で倒れた。大ピンチに陥った工場を救うべく、経営者の妻は、20年前に別れた元職人の男を尋ねる。かつて愛し合っていて、今は別々の家庭と人生を持って生きている男女が出会った時、くすぶったままでいた2人の恋心が再び動き始めた。

## キャスト
- 福本草平（主人公）：渡辺謙
- 秋川桜（草平の昔の恋人）：夏川結衣
- 秋川起一（桜の夫）：岸谷五朗
- 福本万里（草平の妻）：田中美佐子
- 菊池康（起一の工場の工員）：AKIRA（EXILE）
- 福本雪菜（草平の娘）：川島海荷
- 多田：井川比佐志
- ともえ（謎の女）：YOU
- 城田（起一の工場の工員）：近藤芳正
- 前島（起一の工場の工員）：日野陽仁
- 林（起一の工場の工員）：渡邉紘平
- ホテルのフロント：藤村俊二
- 極楽寺駅駅員：柳沢慎吾
- タクシーの運転手：松村時男
- 通訳：伽代子
- 「スナック麗子」のママ：キムラ緑子
- ホームセンターでのクレーム客：筒井真理子
- ホームセンター店員：奥村友美
- 土井よしお、石堂夏央、ぶっちゃあ、北村友彦、中橋織香

## スタッフ
- 作：山田太一
- 音楽：村井邦彦
- 主題歌：スーザン・ボイル「翼をください〜Wings To Fly」
- 挿入歌：Tiara「Love is…with KG」
- 演出：雨宮望
- ヘアメイク：西村佳苗子
- 美術協力：日本テレビアート
- 技術協力・編集・MA：映広
- 協力：北嶋絞製作所
- ロケ協力：ヤサカ、江ノ島電鉄、湘南藤沢フィルムコミッション、長谷寺 (鎌倉市)、成就院 (鎌倉市)　ほか
- プロデューサー：佐藤敦、志村彰、森雅弘
- チーフプロデューサー：田中芳樹
- 製作協力：The icon
- 製作著作：日テレ